# Маленькое чёрное платье Одри Хепбёрн

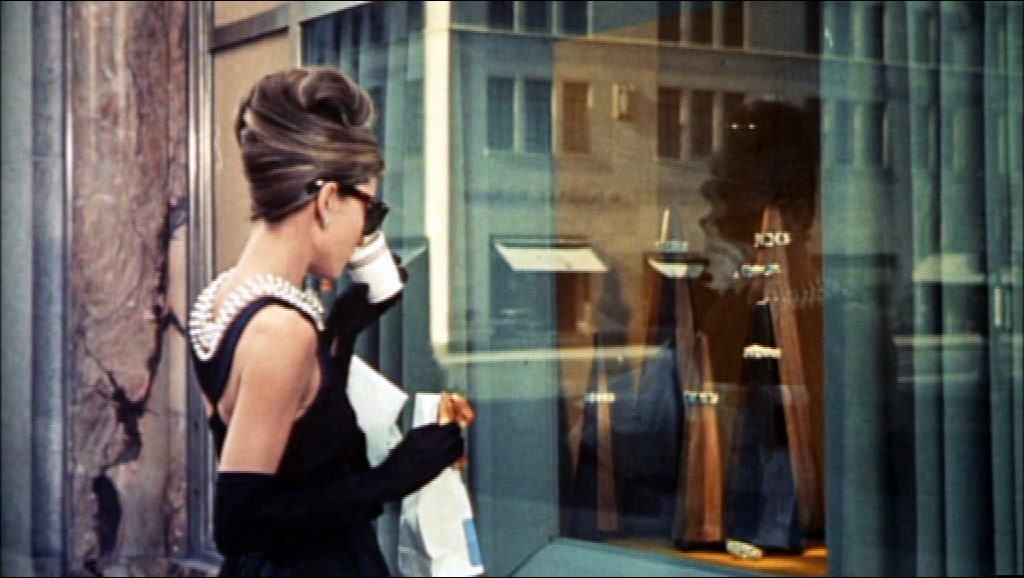
Кадр из начала фильма «Завтрак у Тиффани». Героиня Одри Хепбёрн в вечернем платье перед витриной ювелирного магазина

Маленькое чёрное платье Одри Хепбёрн (англ. Audrey Hepburn's little black dress) — вечернее платье, в котором появляется британская актриса Одри Хепбёрн в начале романтической комедии «Завтрак у Тиффани», вышедшей на экраны в 1961 году. Для фильма французским модельером Юбером Живанши было создано три чёрных платья-футляра, но ни одно из них непосредственно так и не было использовано. Официальный художник по костюмам ленты Эдит Хед переделала наряд Живанши, убрав вызывающий высокий разрез на юбке. Оригинальные платья Живанши сохранились. Одно из них хранится в собрании дома моды Givenchy, второе в экспозиции Музея костюма в Мадриде, а третье в частной коллекции. В 2006 году последнее было приобретено на аукционе за 467 200 фунтов стерлингов.

## История
Сценарий фильма «Завтрак у Тиффани» режиссёра Блейка Эдвардса написан на основе одноимённой повести писателя Трумана Капоте, опубликованной в 1950 году. В книге рассказывается история легкомысленной фермерской девушки, которая хочет жить великосветской жизнью. По сравнению с литературной основой образ главной героини претерпел довольно значительные изменения, особенно во второй половине истории, куда актриса привнесла романтические черты для раскрытия характера Холли Голайтли, не такого эгоистичного как в книге. После такого «преображения», по словам одного критика, «Завтрак у Тиффани» можно было смотреть всей семьёй. Фильм открывается самой известной сценой, которая сопровождается вступительными титрами и мелодией песни «Moon River» композитора Генри Манчини. Ранним утром Холли выходит из нью-йоркского такси на Пятой авеню. Со стаканом кофе и булочкой она приближается к витрине фешенебельного магазина «Тиффани». На ней облегающее чёрное платье на бретелях в полный рост. Вырез «лодочка» открывает верхнюю часть спины. На руках длинные перчатки и большие солнцезащитные очки черепаховой расцветки, на шее — нити жемчуга и бриллиант, а в волосах — бриллиантовое украшение. По поводу съёмок этой «нелепой» сцены в литературно-художественной биографии «Одри Хепбёрн. Жизнь, рассказанная ею самой»,  якобы от лица актрисы отмечалось: «…рано утром на пустынной улице в центре Нью-Йорка из такси выходит девица в чёрном вечернем платье с броской причёской, дефилирует к витрине ювелирного магазина „Тиффани“, достаёт из пакета пластиковый стаканчик с кофе и ту самую булочку и начинает завтракать, разглядывая бриллианты в витрине. Всё в ней было неправдоподобно: вечернее платье на рассвете, нетронутость прически после бурной ночи, какой-то студенческий завтрак у разодетой красотки и бриллианты в витрине, оставленные на ночь. Но жизнь показала, что расчёт режиссёра Блейка Эдвардса был точен, этот проход стал едва ли не визитной карточкой фильма и моей тоже». По мнению Флориан Рейно (Floriane Reynaud) платье с самого начала «создаёт атмосферу рафинированного Нью-Йорка с дикими вечеринками до утра, бриллиантами и реками шампанского».

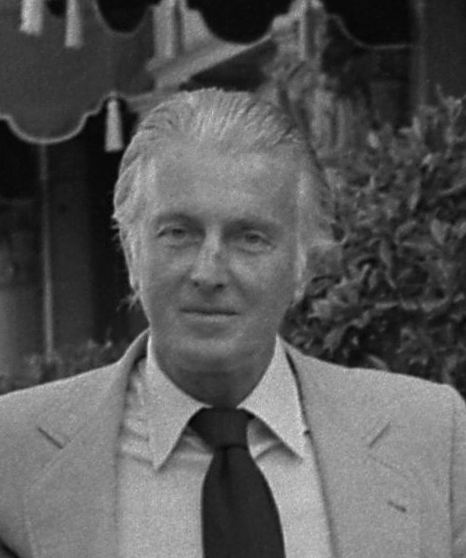
Юбер де Живанши. Беверли-Хиллз, 1978

Хепбёрн и Юбер Живанши познакомились в 1953 году в Париже в период создания фильма «Сабрина» (1954), с этого времени началось многолетнее (около 40 лет) сотрудничество актрисы с французским модельером. Они считаются одной «из самых важных модных пар всех времён». Невзирая на то, что именно Живанши создал большую часть костюмов для Сабрины до её поездки в Париж, где она «преобразилась», премии «Оскар» удостоилась официальный художник по костюмам Эдит Хед, причём она даже не упомянула в своей благодарственной речи Живанши. Режиссёр комедии Билли Уайлдер позже говорил, что заслуга Хед в создании образа героини Хепбёрн «очень мала». По словам режиссёра, несмотря на то, что в титрах не упоминался Живанши, однако «шесть-семь платьев, которые носила Хепберн, все были от Givenchy. Мне нравилось всё, что они делали. Только один раз на чём-то оказалось слишком много рюшечек…» Актриса и модельер продолжили сотрудничество в фильмах «Забавная мордашка» (1957), «Завтрак у Тиффани» (1961), «Шарада» (1963), «Как украсть миллион» (1966).

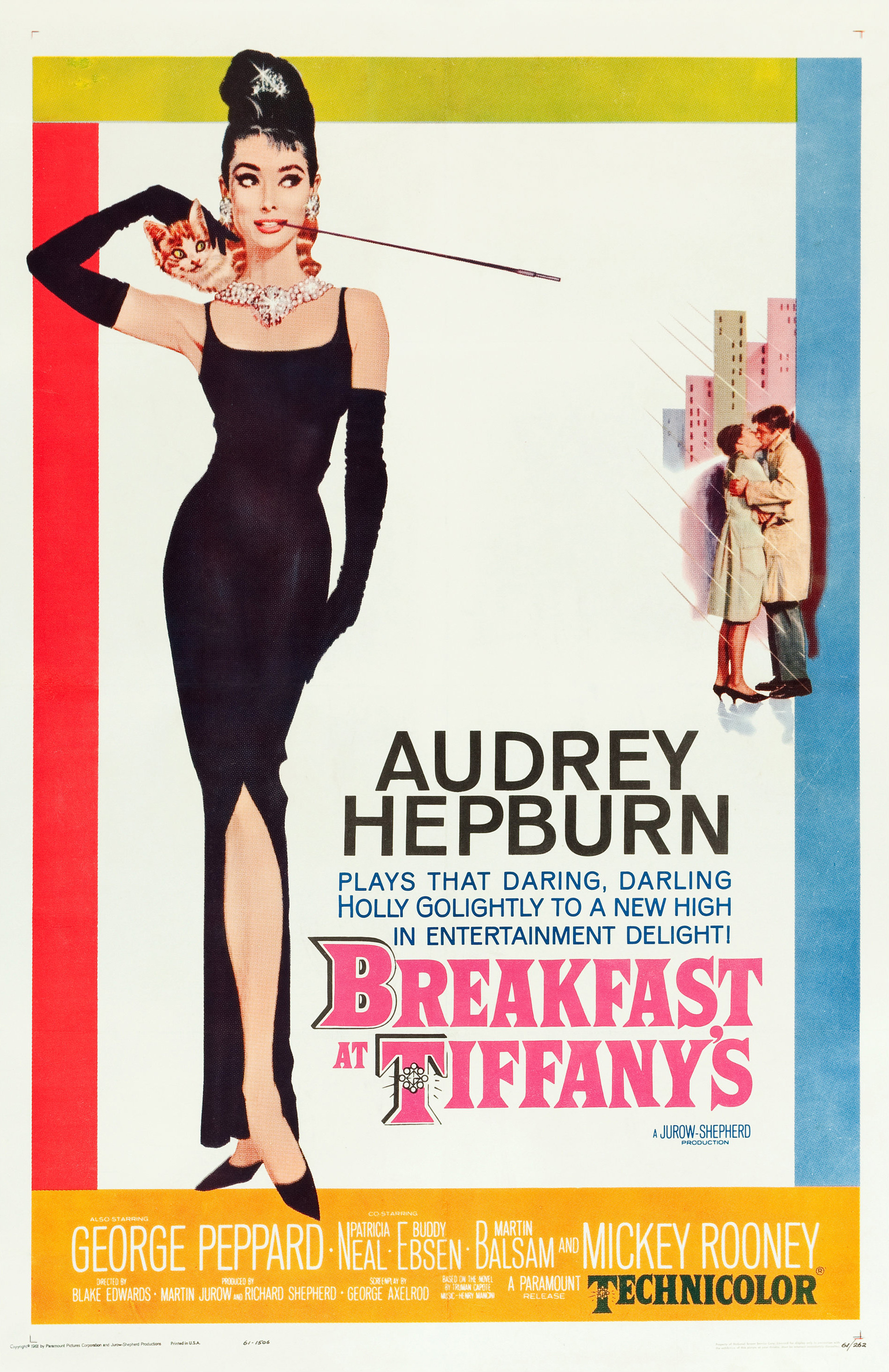
Постер фильма «Завтрак у Тиффани», созданный Робертом МакГиннисом

Фильм «Завтрак у Тиффани» снимался весной 1961 года. Живанши создал для Хепбёрн три чёрных платья-футляра, сшитых вручную. Однако ни одно из них не было использовано художником по костюмам Хед в первоначальном виде. Она стала автором большинства нарядов для фильма, а также создала три чёрных платья, в которых по ходу действия появляется Голайтли. Платье французского модельера было отвергнуто на студии Paramount по причине смелого по тем временам высокого разреза юбки, доходящего до бедра. Хед полностью переработала юбку, она стала полностью закрытой и более узкой. Также она поместила маленькие утяжелители на нижнюю часть платья, для того чтобы оно выглядело более ровным. Верх наряда Живанши остался практически неизменным. Костюм был дополнен жёлтым бриллиантом от компании Tiffany & Co., жемчужным ожерельем (дизайнер Роджер Шемам) и длинными чёрными перчатками. Относительно приоритета в создании наряда существуют различные мнения. Журналист Кристофер Лаверти (Christopher Laverty) писал, что «вариант платья, показанный в фильме, — это не Живанши, а интерпретация Хед, основанная на его дизайне». Платье французского модельера близко к тому, что изображено на постере фильма, созданного Робертом МакГиннисом, но оно с менее высоким разрезом.
Дизайн Живанши восходит к маленькому чёрному платью Коко Шанель, созданного в середине 1920-х годов. Сохранились три оригинальных платья из чёрного итальянского атласа от Givenchy: одно хранится в самом доме моды, второе в экспозиции Музея костюма в Мадриде (Museo del Traje), а третье в частной коллекции. Оно было подарено Живанши писателю Доминику Лапьеру после смерти Хепбёрн для его благотворительного фонда и продано на аукционе Christie’s 5 декабря 2006 года за 467 200 фунтов стерлингов (~ 947 000 долларов США), что примерно в семь раз превышает первоначальную цену. Маленькое чёрное платье от Givenchy, которое Хепбёрн носила в начале фильма, считается одним из самых знаковых предметов одежды в истории XX века. Его называют самым знаменитым маленьким чёрным платьем всех времён. Историк моды Майкл Червинский (Michael Czerwinski) назвал работу Живанши самым знаменитым из таких платьев, а также таким, которое «не было первым в своем роде, но именно оно стало символизировать этот самый универсальный из всех вечерних нарядов». Креативный директор Givenchy Риккардо Тиши (2005—2017) говорил, что платье Живанши стало символом 1960-х годов. По мнению Лаверти, «Миф о маленьком чёрном платье из фильма „Завтрак у Тиффани“ с течением времени только крепнул. По иронии судьбы, это оказалось контрпродуктивным для Живанши, так как он создал куда более оригинальные и интересные наряды для Хепберн в шестидесятые годы». По результатам опроса, проведённого в 2010 году сервисом распространения фильмов LoveFilm, платье Хепберн было признано лучшим из тех, в котором женщина когда-либо появлялась в кино. По этому поводу Хелен Коули (Helen Cowley) из LoveFilm, заявила: «Одри Хепберн действительно сделала это маленькое чёрное платье предметом моды, которое выдержало испытание временем, несмотря на конкуренцию со стороны некоторых из самых стильных женщин».